# المحكمة العليا الفنلندية
60°10′N 24°58′E / 60.17°N 24.96°E

المحكمة العليا في فنلندا (بالفنلندية: korkein oikeus، بالسويدية: högsta domstolen) أعلى محكمة مدنية وجنائية في فنلندا، على النحو المنصوص عليه في المادة 3 من دستور فنلندا. وتتألف من الرئيس و15 قاضياً آخر على الأقل يعينهم رئيس الجمهورية، تعمل عادة في هيئات من خمسة قضاة. ولايتها لا تمتد إلى نظام المحكمة الإدارية أو المحكمة الإدارية العليا الفنلندية.
تقع المحكمة العليا في هلسنكي في مبنى مسمى باسمها يقع بالقرب من القصر الرئاسي. المبنى الذي بـُني أصلا في سنة 1816، أُعيد بناءه بالكامل بأسلوب عمارة عصر النهضة في عام 1883 من قبل المعماري فرانس سيوستروم. أصبح مقراً للمحكمة العليا في عام 1933.